# 詹寿旺
詹寿旺，男，汉族，浙江江山人，中国共产党党員。现任应急管理部消防救援局政治委员，消防救援副总监消防救援衔丶武警少將警銜 。

## 生平
歷仼湖南省公安消防总队政委、江苏省公安消防总队政治委员
、公安部消防局副政治委员。2018年深化党和国家机构改革后任应急管理部消防救援局政治委员、党委书记等。   